# 菲爾多西

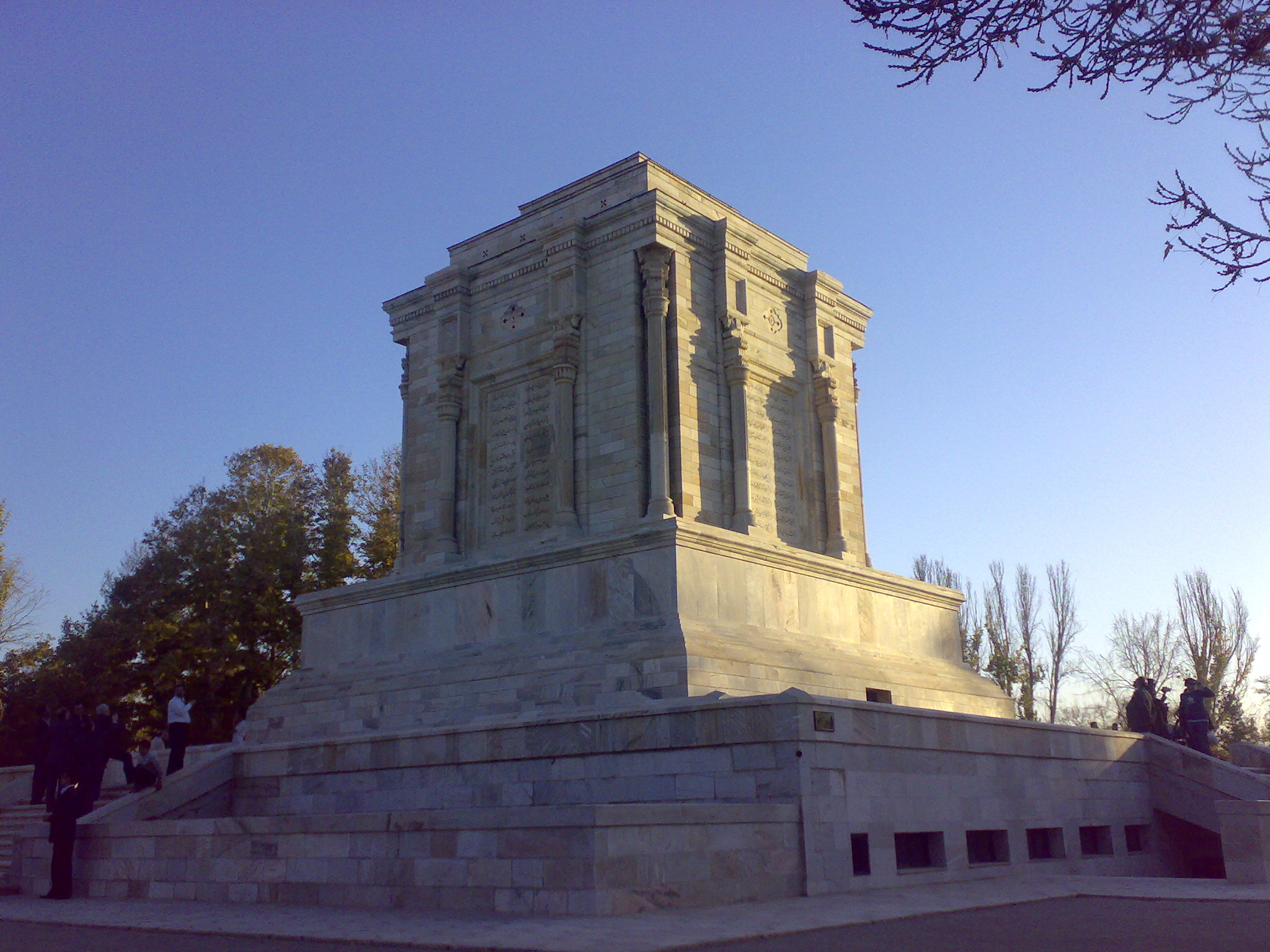
位於圖斯的菲爾多西之墓

哈基姆·阿波爾-卡西姆·菲爾多西·杜西（波斯文：‎，拉丁化：Hakīm Abol-Qāsem Ferdowsī Tūsī，940年—1019/1025年）是廣受尊重的波斯詩人。他最重要的作品是民族史詩《列王紀》。

## 生平
菲爾多西在935年生於大呼羅珊（今伊朗呼羅珊省一部分）近圖斯的一個村落。其家族属于波斯前伊斯兰时期就存在的地方贵族德干。他父親是個富裕的地主，菲爾多西是個虔誠的穆斯林，他花了超過35年的心血創作《列王紀》。《列王紀》原本是用作獻給在阿拉伯人於公元7世紀入侵後，把波斯文化傳統復興的薩曼王朝王公的。